# Виноградський Сергій Миколайович
Сергі́й Микола́йович Виногра́дський (1 (13) вересня 1856, Київ — 24 лютого 1953, Париж) — український  мікробіолог, еколог та ґрунтознавець, іноземний член Лондонського королівського товариства. Відкрив процес хемосинтезу, заклав фундамент грунтової мікробіології та екології. Авторитетний у світовому науковому середовищі вчений, постать якого  стоїть в одному ряду з найвидатнішими науковцями в галузі мікробіології.

## Життєпис
Народився у Києві у сім'ї заможного юриста, титулярного радника Миколи Виноградського. Мати – Наталія Скоропадська – походила з гетьманського роду. По її лінії вчений був 5-рідним братом гетьмана Української держави Павла Скоропадського. Після закінчення у 1873 році 2-ї Київської гімназії розпочав вивчення права у Імператорському університеті Святого Володимира у м. Київ, згодом здобув музичну освіту у Консерваторії Санкт-Петербурга.
У листопаді 1877 року поступив на другий курс Природного факультету Санкт-Петербурзького університету. Після його закінчення у 1881 році присвятив себе вивченню мікробіології та у 1885 році виїхав для подальшого навчання у Страсбург до Антона де Барі. У 1887–1888роках, працюючи у лабораторії де Барі, вперше показав можливість отримання енергії за рахунок окислення сірководню та використання її для асиміляції вуглекислого газу, відкривши таким чином хемосинтез (організми, які здійснювали цей процес, він назвав аноргоксидантами). До цього єдиними автотрофними організмами вважалися фотосинтезуючі рослини, тому дані роботи забезпечили Виноградському світове визнання.
Після смерті де Барі у 1888 році Виноградський продовжив роботу в Інституті гігієни Цюрихського університету. Тут він підтвердив спостереження Ворінгтона про те, що процес нітрифікації йде у дві стадії та виділив культури бактерій-нітрифікаторів. Розвиваючи ідеї хемосинтезу, довів, що вуглець для будови клітинної речовини може бути одержаний тільки фіксацією вуглекислого газу.

Азотний цикл

У 1894 став член-кореспондентом Імператорської Санкт-Петербурзької Академії Наук, а у 1895 виділив першу азотфіксуючу бактерію Clostridium pasterianum.
Незважаючи на численні пропозиції залишитися у Цюриху або переїхати до Парижа, у 1899 році Виноградський повернувся до Санкт-Петербурга, де працював в Інституті експериментальної медицини.
У 1902 одержав докторський ступінь і з того часу до 1905 року був директором інституту. Тут він займається вивченням небезпечних інфекцій, зокрема чуми. Його помічником був Д. К. Заболотний, що згодом став основоположником вітчизняної епідеміології.
У 1905 році за станом здоров'я Виноградський залишає інститут та переїжджає з сирого Петербурга до Городка Подільської губернії, де цікавиться проблемами землеробства та ґрунтознавства, продовжує ґрунтознавчі дослідження. Маючи в місті три фільварки, в 1905-1916 рр. займався інноваційною сільськогосподарською та підприємницькою діяльністю.
Під час української національної революції жив у Одесі, а у 1920 році виїхав спочатку до Швейцарії, а згодом до Белграду, де написав книгу «Залізобактерії як аноргоксиданти». У 1922 році за пропозицією Еміля Ру, директора Інституту Пастера, створив при інституті відділ сільськогосподарської біології (інший варіант перекладу: агробактеріології) у Брі-Конт-Робер недалеко від Парижу, яким керував аж до смерті.
У 1923 році став почесним членом Російської АН. Це був єдиний в її історії випадок обрання емігранта.

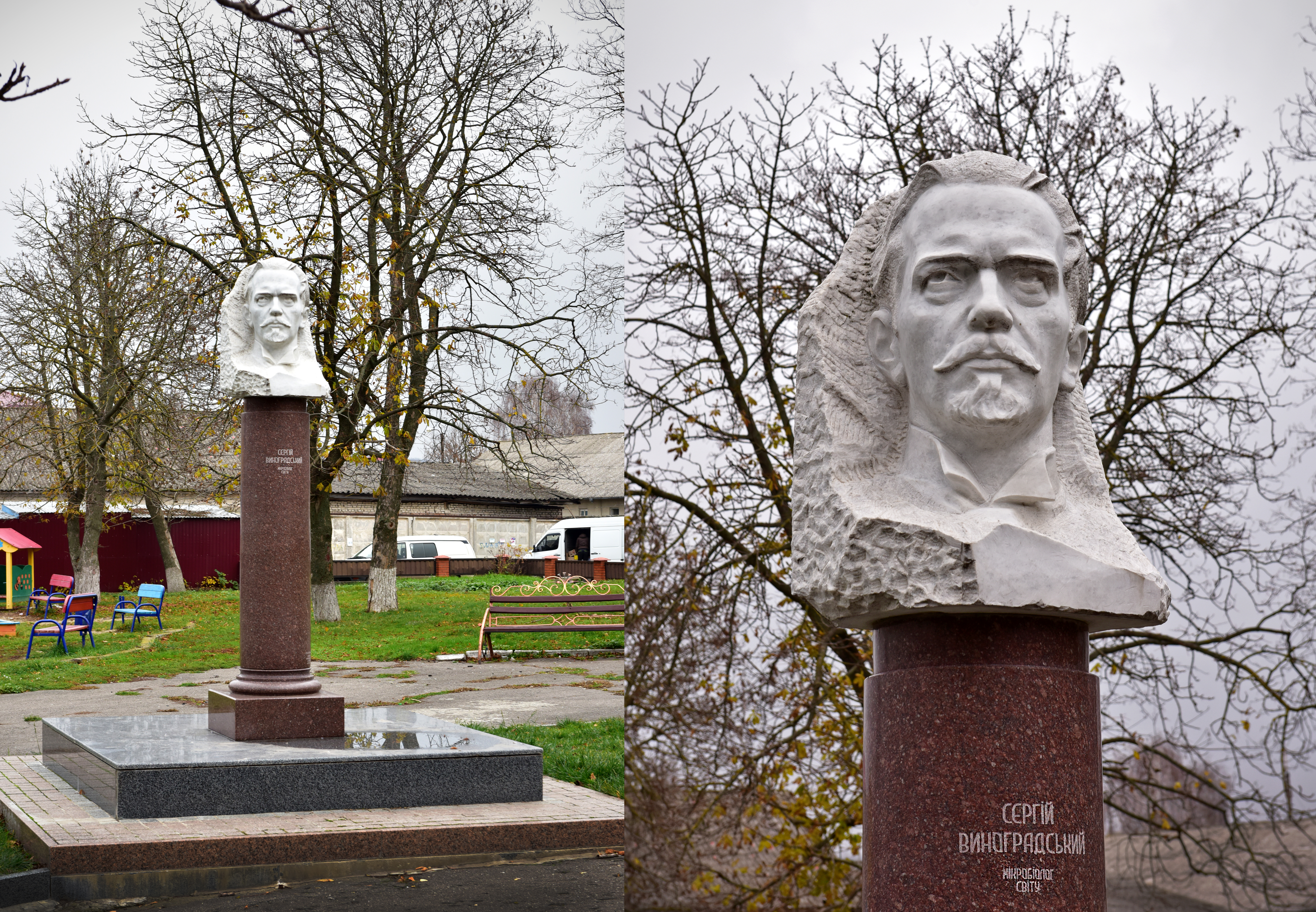
Погруддя Виноградському у Городку.

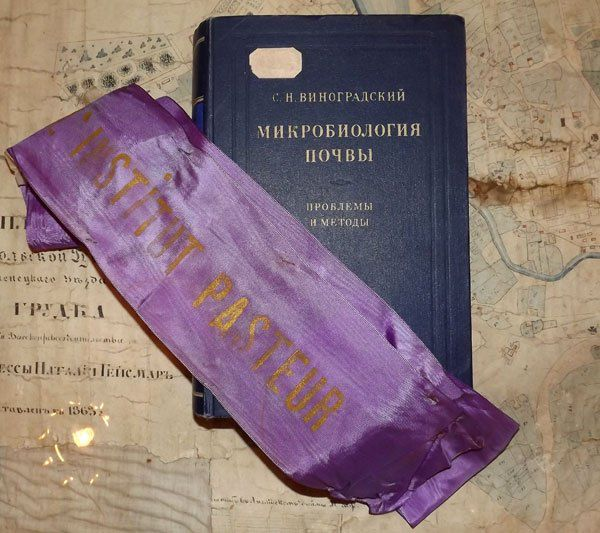
Нагородна стрічка Інституту Пастера, вручена С.Виноградському та його "Мікробіологія ґрунтів" в експозиції G-MUSEUM

Вивчаючи ґрунтові мікроби, розділив усі мікроорганізми на автохтонні (типові, зустрічаються завжди) та алохтонні (зимогенні) (розвиток яких пов'язаний із збільшенням концентрації органічної речовини). Цей поділ виявився застосовним для більшості екосистем. Вивчав розкладання целюлози, азотний цикл та фіксацію азоту. У 1949 році французькою мовою вийшла його книга «Мікробіологія ґрунтів, проблеми і методи», у 1952 в СРСР виданий її переклад російською.
Свою останню наукову роботу у 1952 році Виноградський присвятив систематизації бактерій.
Сергій Виноградський заклав фундамент ґрунтової мікробіології й екології та сьогодні залишається сучасним ученим за своїм світоглядом й ідеями природодослідника.

## Вивчення життя і діяльності

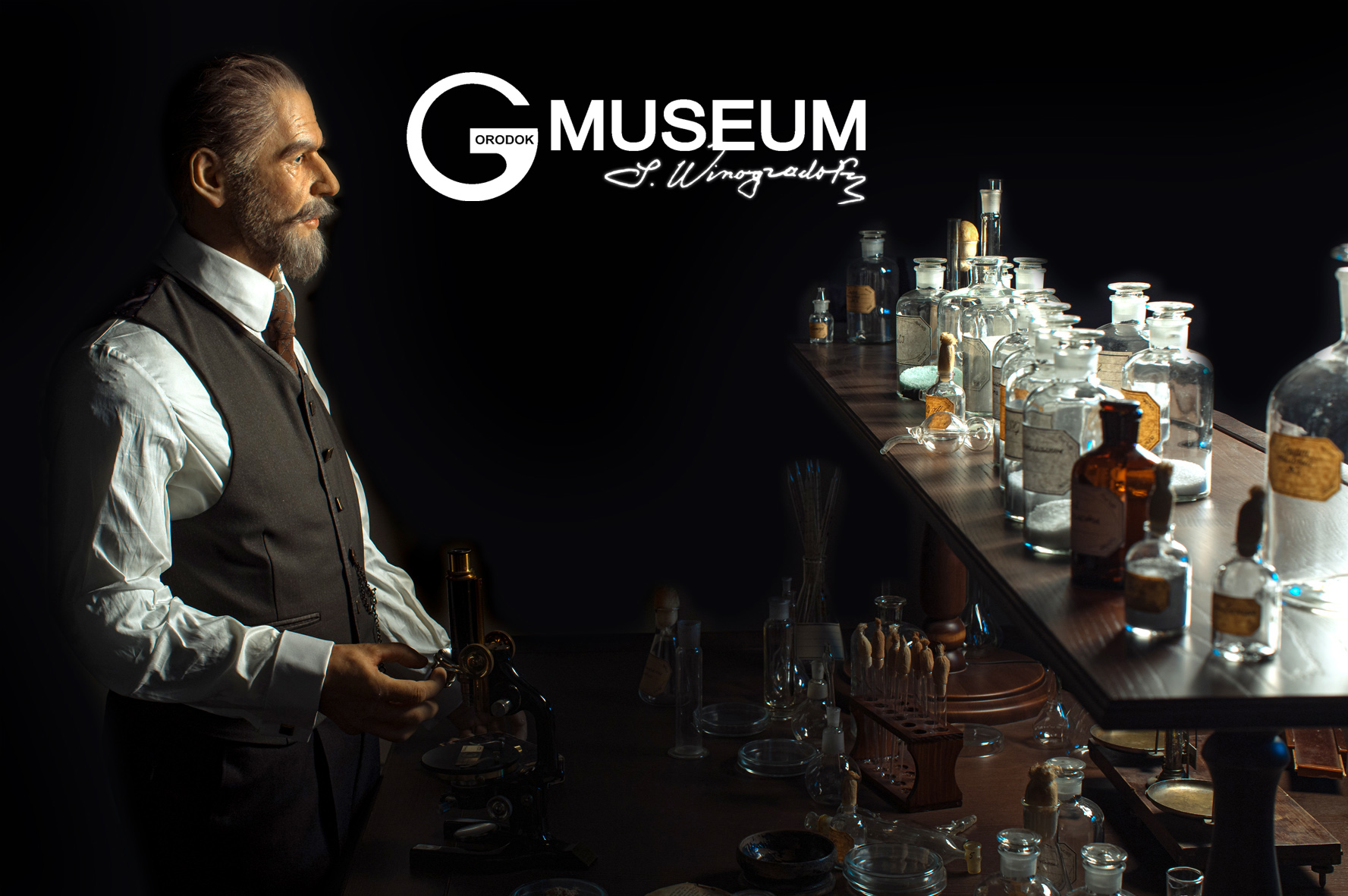
Експозиція, присвячена С.М. Виноградському у G-Museum. м.Городок, Хмельницька обл., Україна

Професійним вивченням та популяризацією життя, діяльності, особистості вченого С.М. Виноградського займається міжнародна соціально-комунікативна платформа Winogradsky Club  (Клуб ім. С.М. Виноградського).  Центр  Winogradsky Club знаходиться в приміщені Городоцького краєзнавчого музею ("G-MUSEUM").  Сергій Виноградський був останнім власником містечка Городок (Хмельницька обл.) і проживав тут від 1905 до 1916 року. Працюючи в Городку як господарник він досяг значних успіхів. Незабаром його маєток став одним із найбагатших і найуспішніших на Поділлі. Вчений запровадив новітні методи господарювання, закупив кращі сорти насіння рослин і породи худоби, передову техніку. Господарську діяльність у своєму маєтку С.Виноградський вів з науковою ретельністю, акуратно фіксуючи все, що відбувається. Маєток залишався прибутковим, навіть незважаючи, що на початку Першої світової війни Городок опинився в прифронтовій смузі. Задовго до плану ГОЕЛРО Виноградський зайнявся електрифікацією Городка. На Смотричі була побудована гідроелектростанція, завезено обладнання. Але проект так і не був реалізований. Мрією С.Виноградського було перетворення Городка на багате та процвітаюче місто, про що він неодноразово згадував у своїх щодениках.  
В пам'ять про видатного земляка в городоцькому G-MUSEUM, який є знаним центром культурного та наукового життя не лише Городоччини але й Хмельницької області, на основі старих фотографій створено експозицію, що відтворює лабораторію Сергія Виноградського у Брі-Конт-Робер (Франція). Центром експозиції є майстерно виконана воскова фігура великого вченого. Крім того у G-MUSEUM представлено ряд інших експонатів, що стосуються знаменитого мікробіолога: документи, світлини, нагородна стрічка Інституту Пастера та головна праця його життя - "Мікробіологія ґрунтів", - раритетне та надзвичайно рідкісне  видання, що вийшло в Москві в 1953 р. накладом усього в 1000 примірників. 

## Праці
- «Залізобактерії як аноргоксиданти»
- «Мікробіологія ґрунтів, проблеми і методи»

## У мистецтві
Постать Сергія Виноградського є джерелом натхнення митців, які витворами свого мистецтва вшановують пам'ять великого вченого. Так, 25 квітня 2012 року у м. Городок (Хмельницька обл.), Україна, відбулось відкриття першого у світі пам'ятника Сергію Виноградському. Автор - заслужений художник України, скульптор Микола Обезюк. На пам'ятнику викарбуваний надпис "Сергій Виноградський. Мікробіолог Світу".
У 2013 році був створений науково-документальний фільм українського виробництва про Сергія Виноградського "В гармонії неба і землі", режисер Леонід Філонов. 

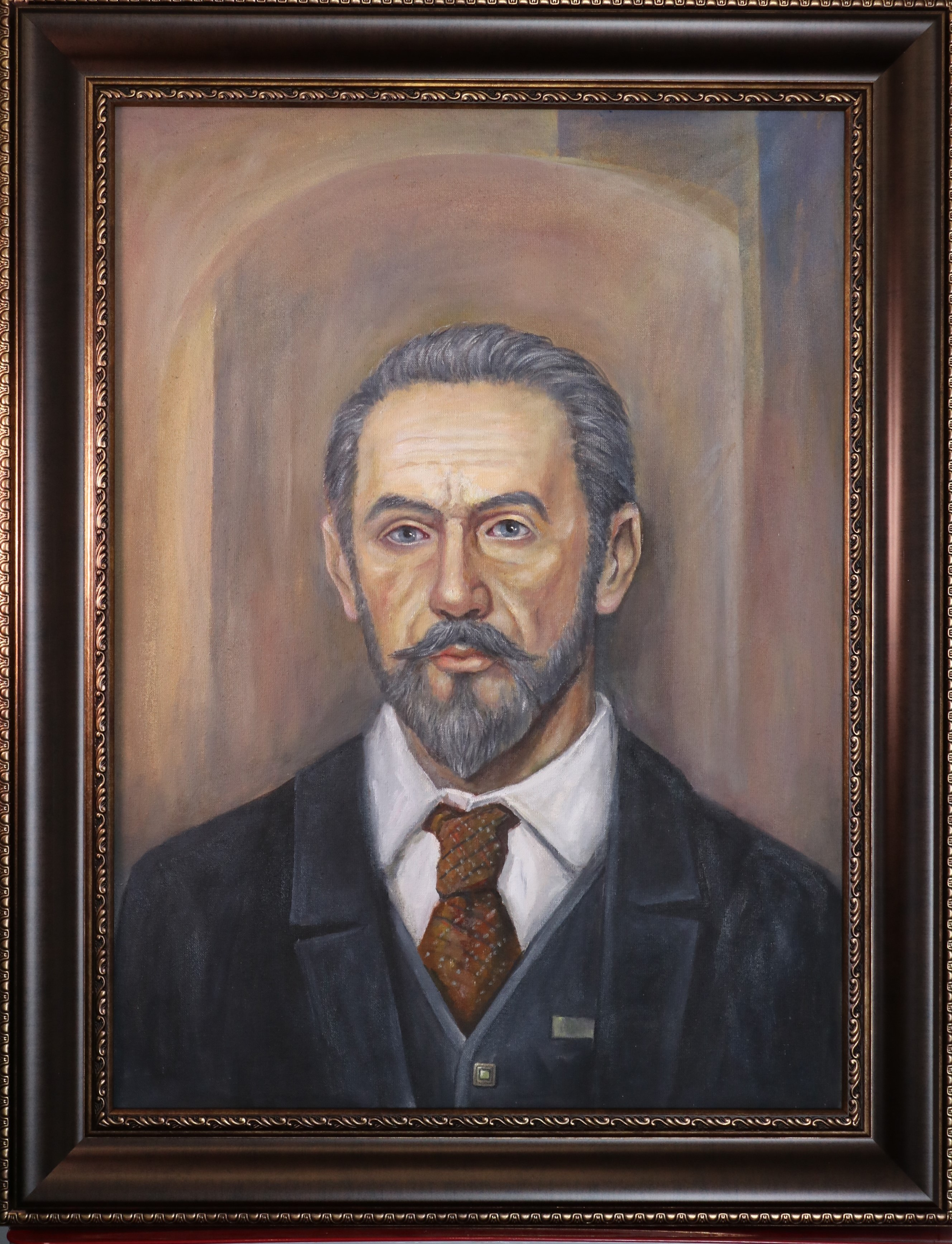
Портрет С.М. Виноградського у Галереї Київського національного університету імені Тараса Шевченко

Одним з портретів, що є прикрасою Галереї Київського національного університету імені Тараса Шевченка, є портрет Сергія Виноградського, художник Роман Дмитришин. Свідомою роботою Київського національного університету імені Тараса Шевченка є продовження відкриття славетних імен українців Україні. Сергій Виноградський був вихованцем  навчального закладу (тоді Імператорський університет святого Володимира). Створення витвору мистецтва є знаком відродження і вшанування імені великого вченого. 
Образ Сергія Виноградського став натхненням для створення його воскової фігури, що прикрасила експозицію, присвячену вченому, у G-MUSEUM.  

## Вшанування пам'яті
У місті Київ з'явиться сквер імені Сергія Виноградського на розі вулиць Богдана Хмельницького й Олеся Гончара.

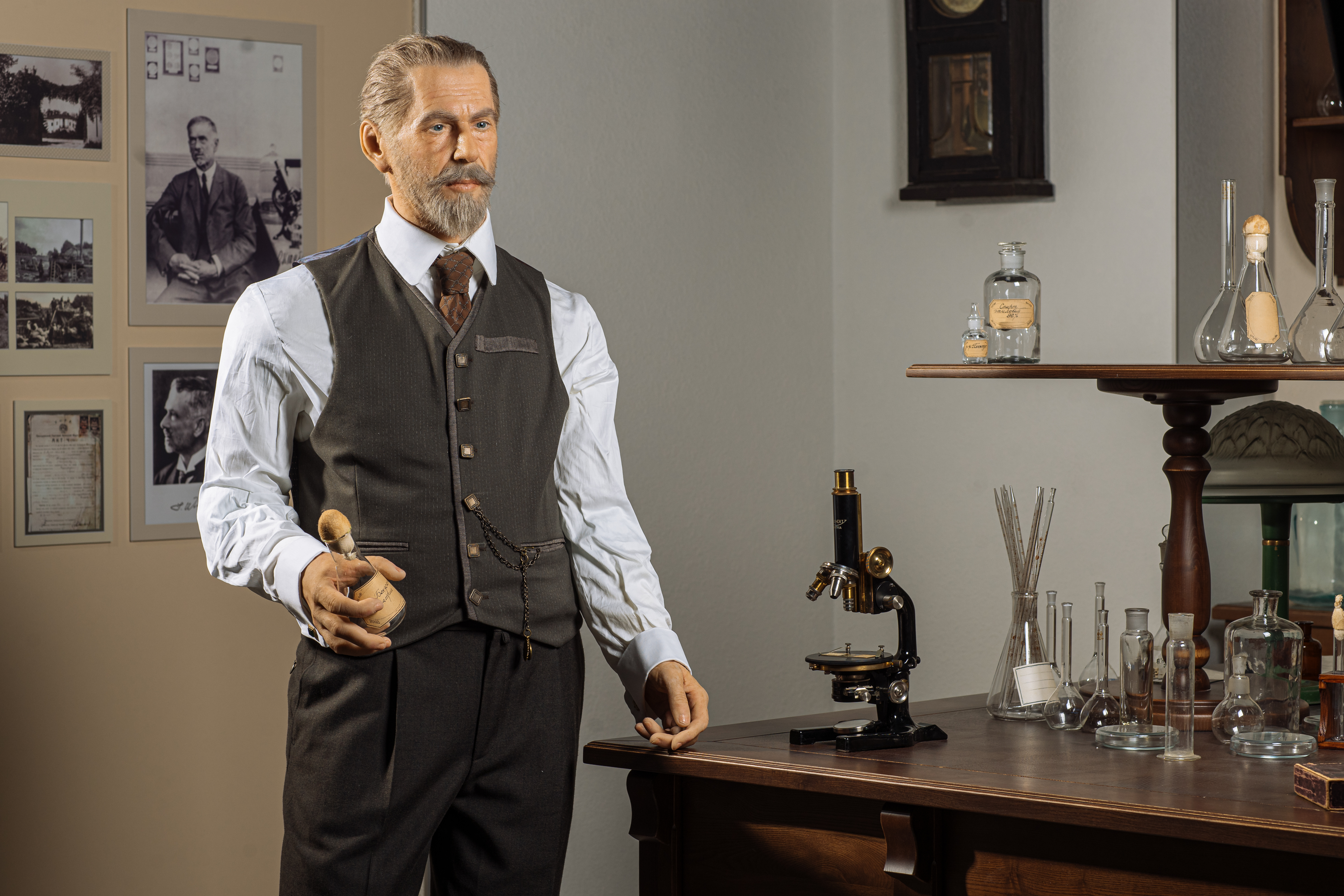
Воскова фігура Сергія Виноградського у G-MUSEUM